# Marian Donner
Marian Donner (Amsterdam, 11 maart 1974) is een Nederlands auteur en columniste.

## Biografie
De ouders van Donner zijn schaakgrootmeester en schrijver Hein Donner en rechter Marian Coeterier. Ze is een kleindochter van minister en president van de Hoge Raad Jan Donner en een nicht van CDA-politicus (en oud-vice-voorzitter van de Raad van State) Piet Hein Donner.
Donner groeide op in een van de 9 Straatjes  in het centrum, maar omdat haar moeder vond dat ze te plat ging praten, verhuisde ze op haar achtste naar Amsterdam-Zuid. In 1986 werd ze naar het Barlaeus Gymnasium gestuurd. Na het overlijden van haar vader in 1988 spande ze zich meer in. In 1992 behaalde ze haar gymnasiumdiploma en vervolgde haar opleiding met een studie psychologie aan de Universiteit van Amsterdam. Ze kluste bij in het Filmtheater Kriterion en ontmoette er haar partner. In 2000 studeerde ze af op de thema’s liefde en hartstocht. 
In 2001 werd ze lid van het campagneteam van de Partij van de Arbeid, maar raakte teleurgesteld door het opportunisme en gebrek aan visie. In 2002 schreef ze haar eerste stuk voor de Volkskrant en werd researchmanager bij de hulporganisatie Fairfood. Daar raakte ze evenzeer ontgoocheld omdat er te veel geld bleef plakken bij wie het minder nodig had. In 2004 gooide ze het roer om en werd barvrouw in Bitterzoet, een populaire nachtclub van een vriendin, en probeerde te schrijven. 
In 2006 verruilde Donner de toog voor de telefoon bij het escortbureau The Courtesan Club, waar ze bleef werken tot 2018. In 2006 debuteerde ze met 8:30 uur: opstand, een roman over een gemeentelijke ambtenaar die door rellen en aanslagen beseft dat vreedzaam samenleven in zijn stad niet meer kan. In 2011 volgde Lily, een roman over een sekswerker met overgewicht. In 2012 en 2013 had ze een column in nrc.next en sinds 2014 schrijft ze voor De Groene Amsterdammer. In 2015 kreeg ze een zoon. In 2018 publiceerde de Volkskrant haar Ode aan de loser, waarin ze genade vraagt voor wie niet succesvol is, sport, gezond eet of aan yoga en mindfulness doet. In 2019 kwam er veel media-aandacht naar aanleiding van haar Zelfverwoestingsboek, een pamflet waarin Donner het doorgeslagen neoliberalisme en de nodeloze hang naar illusoire perfectie doorprikt. Donner werd geïnterviewd door Zwijgen is geen optie dat een video van anderhalf uur van het interview publiceerde op 11 maart 2020.

### Bijdragen aanDe Groene Amsterdammer(selectie)
In De Groene Amsterdammer publiceerde Donner onder andere:
- 2017 - In de manosphere[7]
- 2017 - De schone schijn van ellende[8]
- 2018 - De witte navel[9] (Essay in de serie 'Identiteitspolitiek versus klassenstrijd'.[10])
- 2019 - Vergeet niet te dansen[11]
- 2022 - Tegen het rationalisme[12] (Profiel van Herbert Marcuse en het gelijk van de complotdenker.)